# Andero Kapp
Andero Kapp (* 20. April 2006) ist ein estnischer Skispringer.
Bei den Estnischen Sommer-Meisterschaften 2019 in Otepää gewann Kapp im Mannschaftswettbewerb zusammen mit Markkus Alter und Artti Aigro die Goldmedaille.
2021 sprang er erstmals im FIS Cup, wo er am 25. September des Jahres im finnischen Lahti erstmals den zweiten Durchgang und damit die Punkteränge erreichte. Bei den Nordischen Juniorenskiweltmeisterschaften 2022 im polnischen Zakopane wurde er im Einzelwettbewerb 42.